# Гельцер, Борис Израйлевич
Борис Израйлевич Гельцер (род. 8 марта 1952, Киров) — советский и российский врач, заслуженный деятель науки РФ, член-корреспондент РАМН и РАН.

## Биография
Родился в 1952 году в Кирове. В 1975 году окончил Военно-медицинскую академию им. С. М. Кирова. Затем служил на Тихоокеанском флоте, после увольнения в запас заведовал кафедрой пропедевтики внутренних болезней Владивостокского медицинского университета, был проректором по лечебной и научной работе. С 2001 года назначен руководителем краевого департамента здравоохранения, откуда перешёл на пост вице-губернатора Приморского края по социальным вопросам. В 2004 году был избран членом-корреспондентом РАМН.
В 2006 году Б. И. Гельцер по собственному желанию покинул пост вице-губернатора Приморского края. После этого прокуратурой Приморского края Б. И. Гельцеру было предъявлено обвинение в превышении должностных полномочий в период пребывания на посту вице-губернатора, и в 2008 году Фрунзенский районный суд Владивостока приговорил его к трём годам и трём месяцам лишения свободы условно с испытательным сроком в один год с лишением права занимать должности на государственной службе и в органах местного самоуправления сроком на один год.
С 2007 году Б. И. Гельцер был руководителем «Краевого клинического центра специализированных видов медицинской помощи». По истечении срока контракта с 2012 года стал первым проректором Владивостокского государственного университета экономики и сервиса. В 2014 году после объединения академий стал членом-корреспондентом РАН. С 2016 году возглавил департамент фундаментальной и клинической медицины Дальневосточного федерального университета.